# Schnellladenetz
Ein Schnellladenetz, oft speziell HPC-Ladenetz (für High-Power-Charging) genannt, bezeichnet ein Netz von öffentlich zugänglichen Ladestationen für Elektrofahrzeuge.

## Geschichte

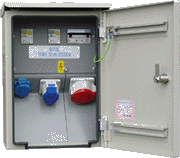
Schaltkasten eines Park-&-Charge-Standortes

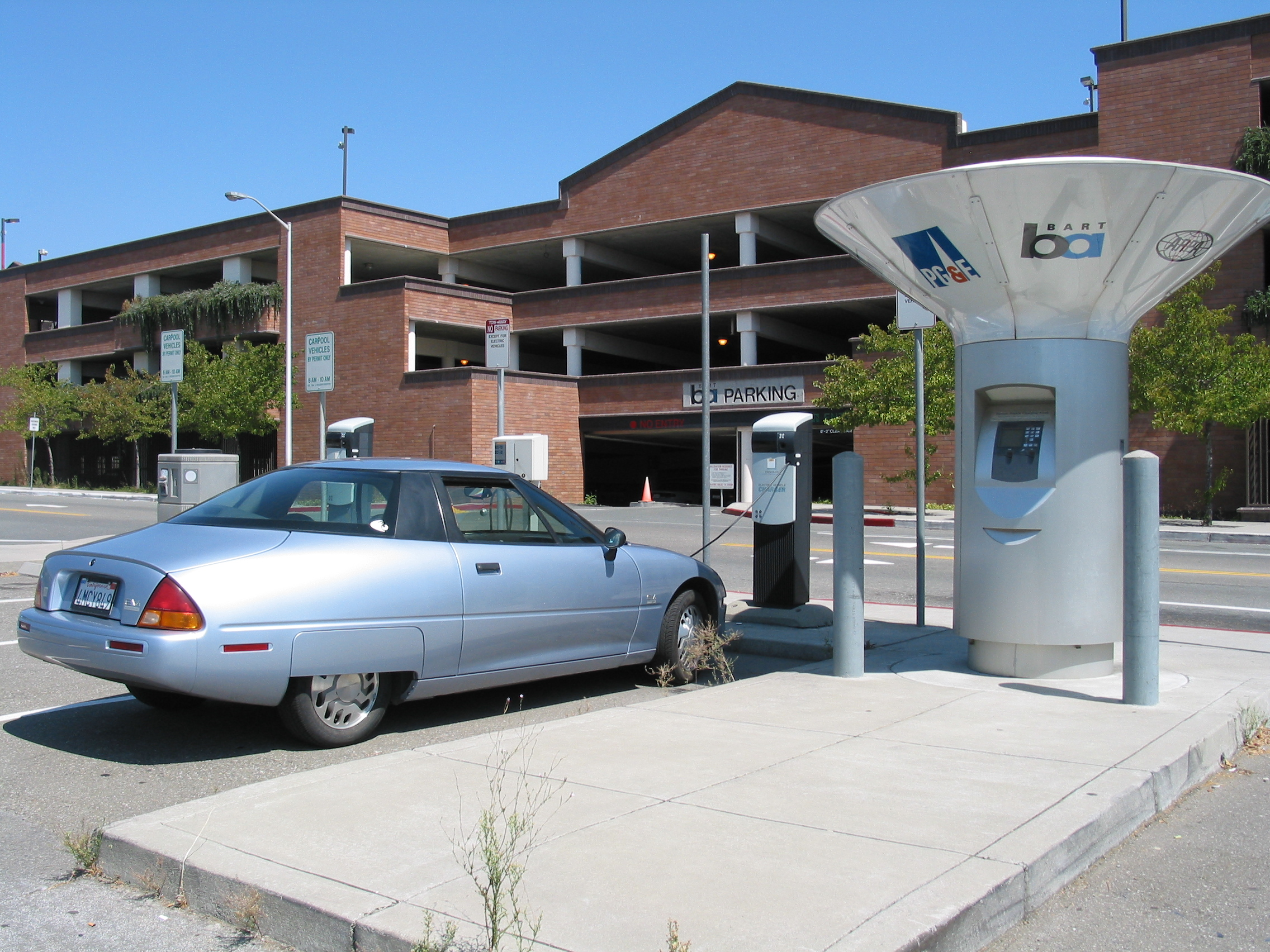
EV1 an der BART-S-Bahn-Station

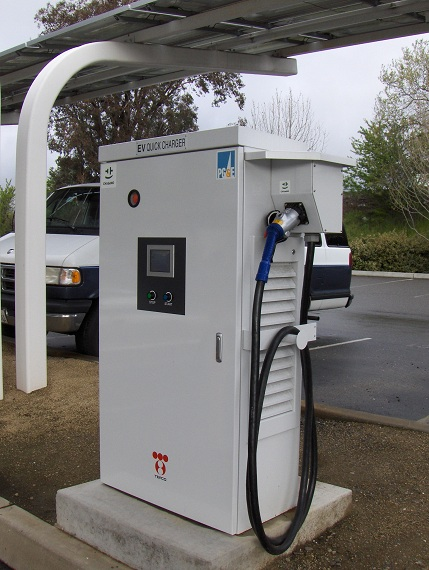
Chademo-Ladestation in 2011 in Kalifornien

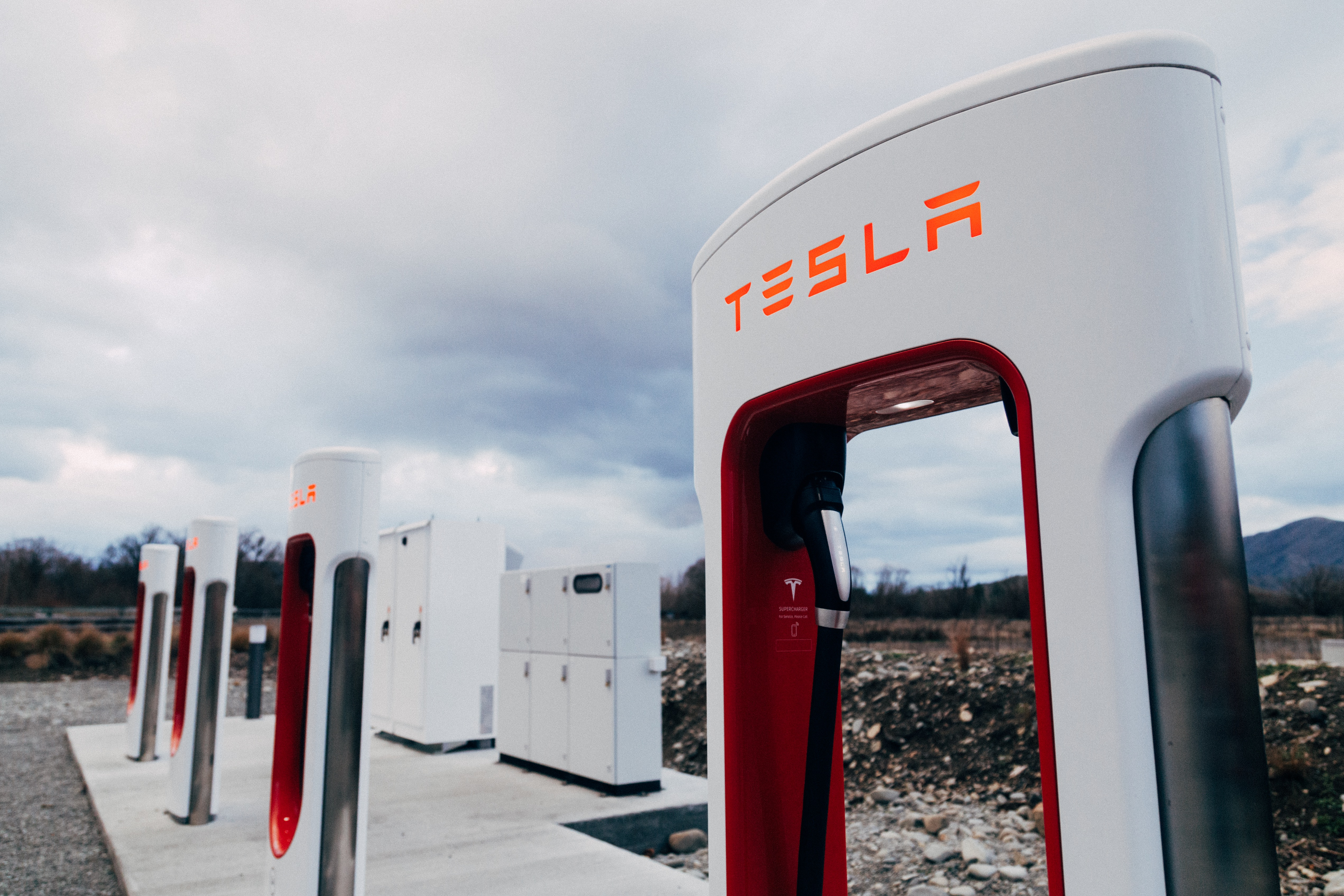
Tesla Supercharger mit Konverter

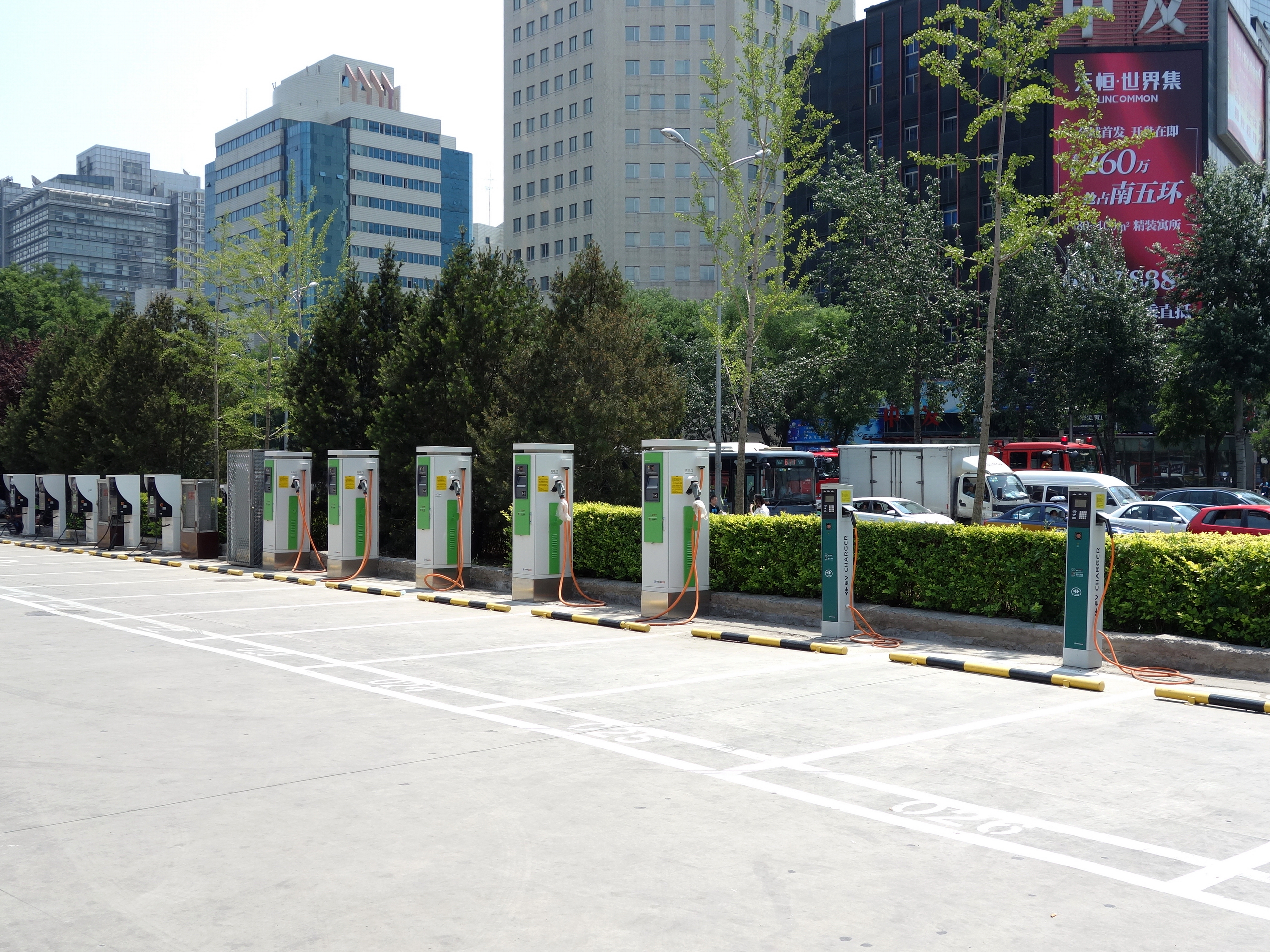
Ladepark in Beijing 2016

Elektrofahrzeuge hatten zur Markteinführung keine besondere Infrastruktur zum Laden benötigt, sondern verliessen sich für das Aufladen auf Anschlüsse aus dem Niederspannungsnetz, meist an der Wohnstätte des Nutzers. Diese Anschlüsse sind im Regelfall nicht für die Bereitstellung hoher Momentanleistungen für Schnellladungen ausgelegt, was bei ausgedehnten Reise zu längeren ungewollten Pausen zur Aufladung führen konnte. Die Ladepunkte an privaten Wohnhäusern sind typisch auf Stromstärke von 7 A bis 16 A bei 230 V beschränkt, was einer maximalen Leistung von 1,6 kW bis 3,7 kW entspricht. Die Frage, ob man bei voller Ladung der Antriebsbatterie das Ziel oder den Zwischenpunkt erreicht, hat zu einer Reichweitenangst geführt. Neben besonders großen Batterien – das Tesla Model S von 2012 erreichte über 600 km – begann man mit der Errichtung von öffentlichen Schnellladepunkte an grösseren Verkehrsachsen, welche größere Leistungen zur Verfügung stellen können und damit kürzere Ladezeiten ermöglichen. Die sog. Supercharger von Tesla waren dabei stilprägend, obwohl nicht das erste Schnellladenetz.

### Schnellladen
Zu den Pionieren öffentlicher Ladepunkte gehören die Standorte von Park & Charge, dessen Pilotprojekt in der Schweiz ins Jahr 1992 datiert. Die damit geförderten Leichtelektromobile hatten keine großen Batterien, sodass auch Anschlüsse an Dreiphasenwechselspannung, in der EU sind dies drei mal 400 V bei jeweils maximal 32 A üblich, die Ladestopps hinreichend verkürzt haben, um lange Tagesreisen zu ermöglichen. In der Form eines Vereins, bei dem Privatpersonen einen Schaltkasten zur Benutzung anderer Mitglieder errichteten, breiteten sich die Ladepunkte in Europa weiter aus, großteils auf den Grundstücken von Privathaushalten. Die Autorisierung zur Nutzung bestand darin, den passenden Schlüssel für den Schaltkasten zu besitzen, der vom Verein ausgehändigt wurde.
Bei der Entwicklung des GM EV1 für Kalifornien 1996 wurden öffentliche Ladepunkte ein Teil des Konzeptes. Die GM Hughes Electronics Corporation hatte einen induktiven Ladeanschluss für öffentliche Ladepunkte bereits 1992 vorgeschlagen. Allerdings erreichte das separate Ladegerät mit 6,6 kW nur wenig mehr als der Bordlader für den Haushaltstrom mit 1,2 kW. Die staatlich eingerichteten öffentlichen Ladepunkte befanden sich auch nicht entlang langer Reiserouten, sondern bevorzugt für Pendler an Bahnstationen.
2007 wurde in Kalifornien Chargepoint gegründet, die nicht nur Ladepunkte („Wallboxen“) für Privathaushalte herstellten, sondern auch anboten, diese als öffentliche Ladestation zu betreiben. Sie konnten auch Handelsgeschäfte gewinnen, einen Anschluss zur Verfügung zu stellen, sodass es Ladestationen mit ChargePoint Home mit 16 A und 32 A für 220 V gab. Die späteren ChargePoint Home Flex erlaubten sogar 50 A. Ähnlich wie Park & Charge in Europa spielten diese frühen Standorte bis 11 kW eine Rolle um Lücken der späteren Angebote zu schließen. Mit den ChargePoint Express bot die Firma ab Juni 2015 aber auch selbst Schnelllader mit Chademo-Steckern an.
In Japan begann man 2006 ein Pilotprojekt für Elektrofahrzeuge, unter Teilnahme von Nissan, Mitsubishi und dem heutigen Subaru, bei dem öffentliche Ladepunkte erprobt wurden. Der erste öffentliche Ladepunkt mit dem resultierenden TEPCO-Stecker wurde zusammen mit der Vorstellung des Mitsubishi i-MiEV 2009 errichtet. Im März 2010 wurde dann das eigenständige CHAdeMO-Konsortium eingerichtet, an dem sich weitere japanische Fahrzeughersteller beteiligten. Die erste Spezifikation dieser Zeit erreichte maximal 125 A mit bis zu 500 V. Die typischen Chademo-Ladesäulen mit 50 kW Gleichstrom wurde prägend für den Begriff Schnellladen (englisch fast charge).
Mit dem Nissan Leaf ab 2010, mit einer fahrzeugseitigen Reichweite von bis zu 160 km, wurde die Konzepte von Schnellladenetzen entwickelt. Die Chademo-Standorte wurde an Straßen zwischen den Städten entlang von Korridoren gefunden, und das Navigationssystem zeigte den nächsten Standort zusammen mit der berechneten Restreichweite an. Ein Ladestopp an einem 50-kW-Lader dauerte bis 80 % maximal 30 Minuten. Planungen für einen Fernverkehrskorridor durch das kalifornische CARB führten zum West Coast Electric Highway mit Schnellladepunkte alle 25 bis 50 Meilen von Kanada über Oregon und Kalifornien bis Mexiko. Das erste Konzept benennt noch speziell den Nissan Leaf und Mitsubishi iMiEV, die damit unterstützt werden. Dieses erste Schnellladenetz wurde 2013 fertiggestellt.
Mit dem ersten Modell von Tesla 2012 begann gleichzeitig die Einrichtung von Standorten für die Tesla Supercharger. Während die Chademo-Standorte oft einzelne Ladesäulen waren, die einen Gebäudeanschluss mit 125 oder 250 A des Energieversorgers nutzten, wurden die Supercharger meist als Ladeparks mit sechs bis zehn Ladensäulen eingerichtet, die von einer separat aufgestellten Konverterstation versorgt werden, die häufig Anschluss ans Mittelspannungsnetz des Energieversorgers haben. Dies wurde stilprägend für Standorte an Autobahnen. Schon die ersten Ladesäulen in diesen Ladeparks erreichten 90 kW, ab 2013 dann 120 kW und später 145 kW. Das Tesla-Navigationssystem übernahm für eine geplante Reise nun auch die Planung der notwendigen Ladestopps.
In China wurde für den Fünfjahresplan 2015–2020 die Errichtung von 800.000 Ladepunkten beschlossen. Bei der Auswertung 2021 kam China auf 470.000 Schnelllader (in China zählen dazu Ladepunkte mit mehr als 22 kW).

### Standortkarten
In die Vorgeschichte der Schnellladenetze fallen die Standortlisten von verfügbaren Ladestationen. In der Frühzeit der Renaissance des Elektroautos wurde diese von Freiwilligen gepflegt. In die von Park & Charge seit 1997 betriebene LEMnet.org Datenbank wurden auch die Standorte von Drittanbietern in Europa eingetragen. In den USA erlaubten die Anbieter von ChargePoint, GoingElectric und dem ab 2009 betriebenen PlugShare auch Einträge unabhängiger Personen. Die Datenbank mit den Standorten konnten als Point of Interest in Navigationssysteme eingepflegt werden und erlaubten damit eine bessere Reiseplanung. Da die Einträge von Drittpersonen allerdings unzuverlässig waren, begannen Enthusiasten bei ChargeMap ab 2009 jeden Standort zu überprüfen. ChargeMap wurde in der Folge dann zum Gattungsbegriff der Übersichtskarten mit Reiseroutenplanung. Mit der staatlichen Förderungen mussten deren Standorte auch an die Behörden gemeldet werden, woraus später ein Meldepflicht für alle öffentlich angebotenen Ladepunkte wurde - in Europa differenzierte die Richtlinie 2014/94/EU bereits „Normalladepunkte“ und „Schnellladepunkte“ über 22 kW. Diese Unterscheidung speist sich aus den mit Wechselstrom und Typ-2-Stecker damals häufig errichteten Ladesäulen mit maximal 32 A bei 400 V.
Reine Standortkarten haben das Problem, dass sie die tatsächliche Bereitschaft zum Laden nicht anzeigen. Damit verbleibt eine Variante der Reichweitenangst, dass man mit leerem Akku vor einer defekten Ladestation strandet. Die Firma Tesla zeigte mit ihren Superchargern ab 2012 die Integration in das in allen Fahrzeugen eingebaute Navigationssystem, in der die Ladeparks und zu jedem Ladepunkt die Betriebsbereitschaft live angezeigt wurde. Tesla zeigte auch die Ladepunkte von Drittanbietern an und versuchte dem Problem der Betriebsbereitschaft mit den „Qualified Charging Station Requirements“ zu begegnen (die Station muss einen passenden Ladestecker haben, muss wenigstens alle vier Tage von Tesla-Fahrern genutzt werden, ein Ladevorgang musste in über 90 % der Fälle erfolgreich gestartet werden können).
Für das entstehende Geschäftsmodell mit Geschäftsreisenden an Schnellladenetzen wurde die Betriebsbereitschaft ein wesentliches Merkmal. Darauf orientierte Betreiber begannen die Verfügbarkeit ebenfalls in Echtzeit zu melden, und für die Integration in Routeplaner / ChargeMaps eine automatische Datenübertragung zu organisieren. Neben dem direkten Datenabgleich der Anbieter von Schnellladenetzen organisierte ElaadNL hierzu ab 2012 die Definition eines offenen Protokolls namens OCPI (Open Charge Point Interface). Die Version 2.0 ab 2015 integrierte dann schon die optionale Autorisierung und Abrechnung über verschiedene Ladekarten.

### Ladekarten

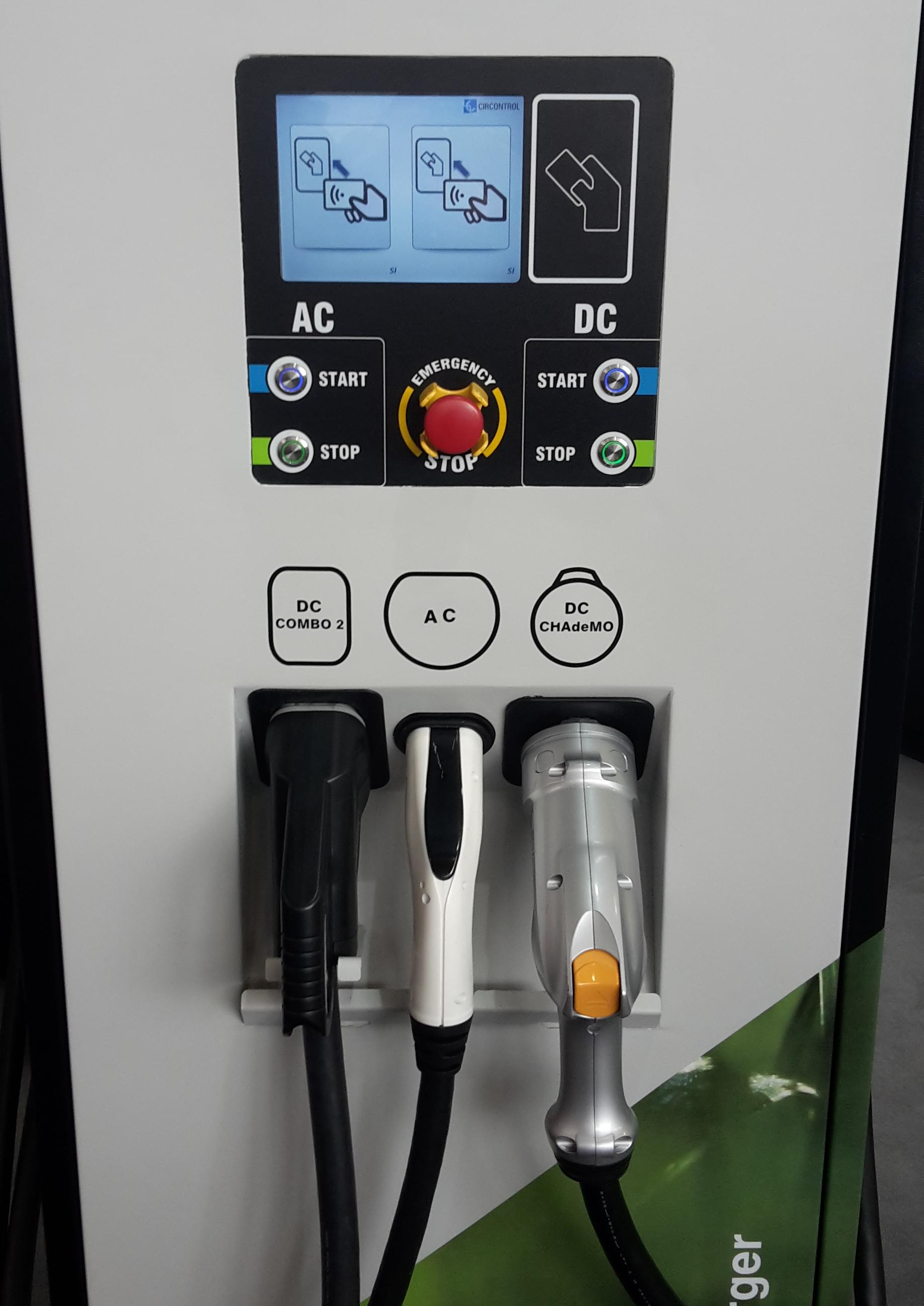
Schnellladen mit unterschiedlichen Kabeln und Autorisierung per Ladekarte

Die Abrechnung des bezogenen Stroms war anfangs davon geprägt, möglichst billig zu sein, da schon ein zusätzlicher Stromzähler an einem Hausanschluss die Kosten hochtreibt, die umgelegt werden müssen. Die ersten Tesla-Ladestationen wurden sogar ohne Abrechnung angeboten. Da die Fahrzeuge meisten die volle Amperezahl ausnutzen konnten, verbreitete sich die Methode, die Minuten des Ladevorgangs als Grundlage der Abrechnung zu nutzen.
Aus den ÖPNV-Netzen waren zu dieser Zeit schon NFC-RFID-Karten zur Abrechnung bekannt. Mit der weiteren Entwicklung der Ladenetze wurden Lesegeräte in die Ladestationen integriert. Für Fahrzeugführer von Elektrofahrzeugen wurde es nun erforderlich, sich gegebenenfalls bei mehreren Ladenetzen zu registrieren, um die Dichte an Ladestationen für Reisen zu erhöhen.
Die hohen Investitionskosten für ein Schnellladenetz führten dazu, dass Fahrzeughersteller ihre eigenen Ladesäulen in einen herstellerübergreifenden Verbund einbrachten und zusätzlich über Kooperationen mit anderen Ladenetzen den Zugang zu Drittanbietern ermöglichen, selbst aber eine einheitliche Abrechnung übernehmen. Mit der Ablösung von Fahrzeugherstellern kam es zur Herausbildung der Unterscheidung des Mobilitätsanbieters (EMSP – E-Mobility Service Provider), der Registrierung und Abrechnung übernimmt, von den Ladeinfrastrukturbetreibern / Ladestationsbetreibern (CPO – Charge Point Operator), der die Ladepunkte betriebsbereit hält. Der Mobilitätsanbieter erstellt dabei eine App, die die Ladepunkte anzeigt, die man selbst mit dem eigenen Tarif, oder über Drittanbieter mit deren Tarif, für einen Ladevorgang anbieten kann. Technisch verbreitete sich damit der Ansatz des Open Charge Point Protocols (OCPP) zur Leistungsabrechnung.

Für das Roaming gab es in Europa verschiedene Lösungen. ElaadNL hatte 2014 die Platform e-clearing.net gegründet, die auch ein offenes Protokoll für die Abrechnung erarbeiten sollte (OCHP). Im August 2020 wurde das Geschäft in eine GmbH überführt, und die Plattform erlaubte im März 2024 den Zugang zu 100.000 Ladepunkten.
Hubject wurde 2012 von einem Konsortium deutscher Firmen gegründet (BMW Group, Bosch, EnBW, Enel X, E.ON, Mercedes-Benz, Siemens, Volkswagen) und bündelte deren Angebote an Ladesäulen. Im März 2023 ermöglichten sie den Zugang zu 400.000 Ladepunkten. Dabei binden sich über OCPI and die Partner der internationalen EV Roaming Foundation. Zumindest bei der Identifizierung der Elektrofahrzeuge kooperieren e-Clearing und Hubject über Plug&Charge, dass ursprünglich ein universitäres Forschungsnetz ist, das 2011 gegründet wurde. Eine ähnliche Lösung wird von der französischen Firma Gireve angeboten.
Die Identifizierung der Fahrzeuge über das Ladekabel macht Ladekarten überflüssig. Das Fahrzeug wird stattdessen bei einem Ladedienst registriert, der mit einem oder mehreren Mobilitätsanbietern verbunden ist. Voraussetzung ist, dass Fahrzeug und Ladestation das Protokoll unterstützen - neben den proprietären Protokollen der Supercharger und von Autocharge (FastNed, EnBW) wurde ab 2021 eine herstellerübergreifende Norm in ISO 15118-20 definiert, die nach der leitenden Organisation als Plug & Charge bezeichnet wird. In Europa wurde dies zuerst in den Schnelladenetzen von Ionity und Aral übernommen.
Seit Sommer 2023 bieten einige Fahrzeughersteller die Registrierung bei Mobilitätsanbietern an.
Seit April 2024 müssen öffentliche neue Ladestationen in Deutschland Zahlungen mittels Debit- oder Kreditkarte ermöglichen (ursprünglich für 2023 geplant, aber dann verschoben bis zur gleichartigen EU-Regelung). Damit sind separate Ladekarten nicht mehr erforderlich. Soweit kein Bankterminal am Standort integriert ist, kann auch ein QR-Code genutzt werden, über den eine Online-Bezahlvorgang gestartet werden kann. Die Ladestationsbetreiber bieten dafür einen Ad-Hoc-Tarif an, der über einen eigenen Mobilitätsanbieter abgerechnet wird.

### HPC-Ladenetz

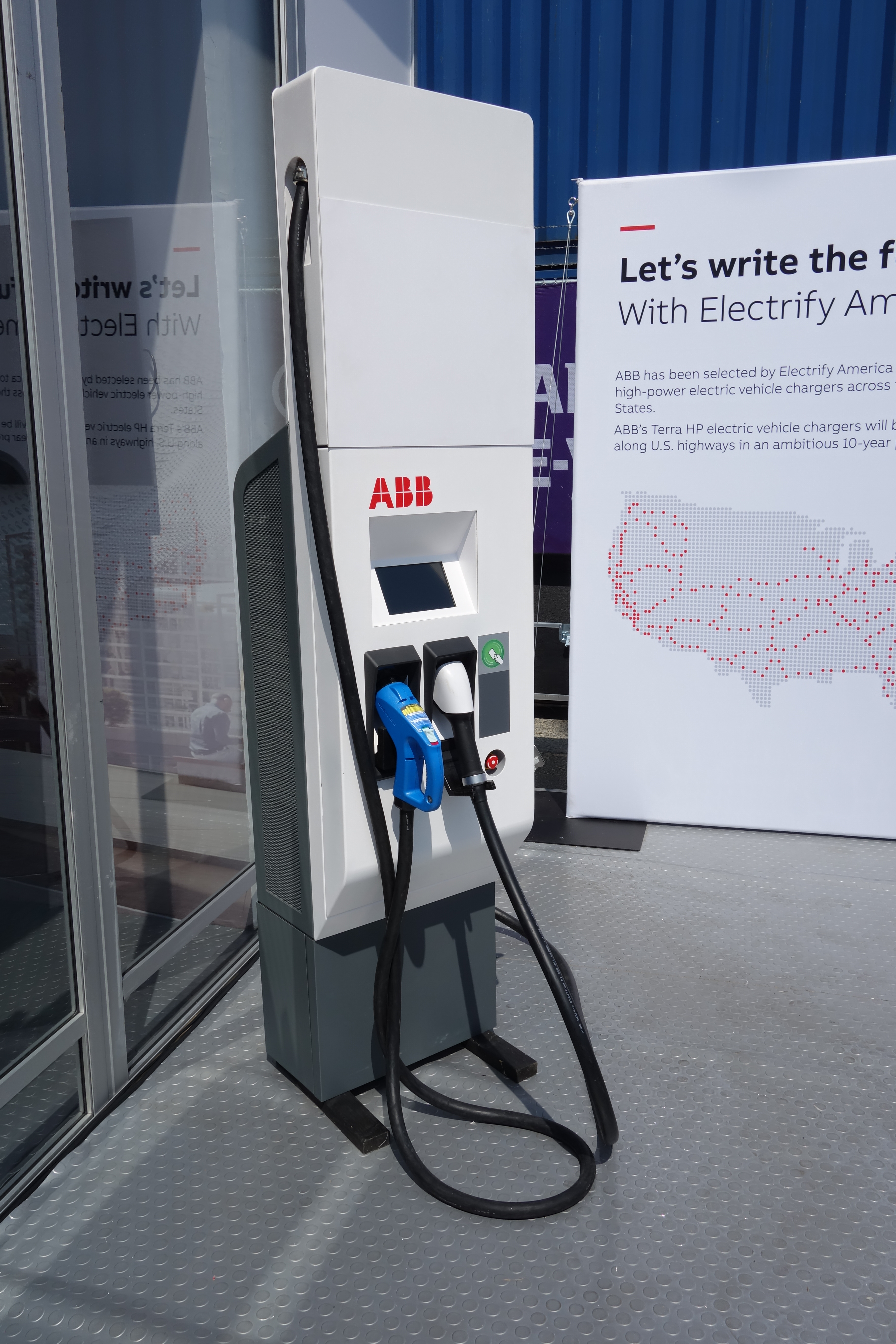
ABB Terra HP in 2018

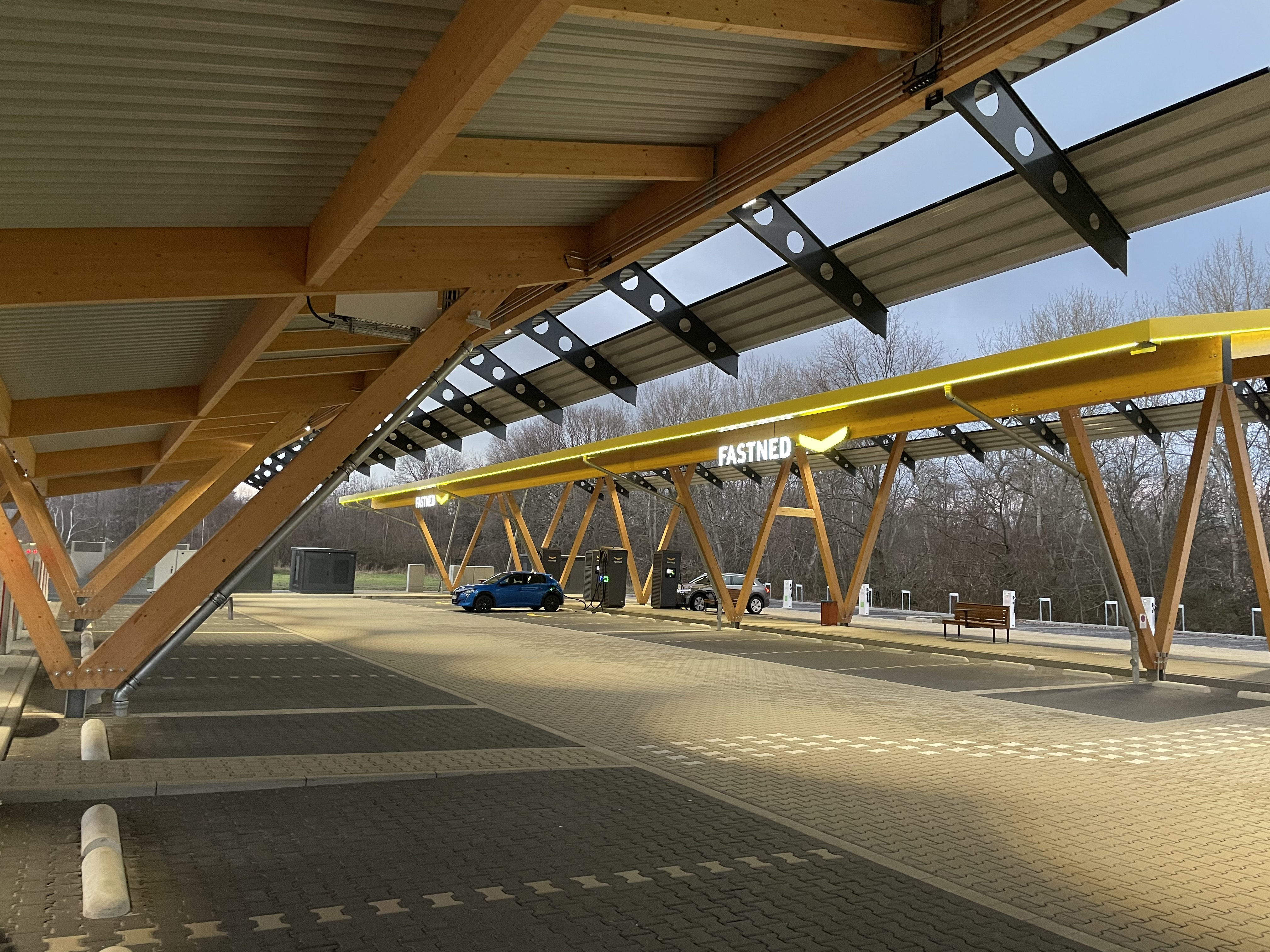
Fastned HPC in Hilden

Die Tesla Supercharger zeigten, dass sich die Reichweite einer Tagesreise damit für Elektroautos kaum verringert. Schon die ersten Stationen in Europa wurden 2013 im Korridor Amsterdam bis München platziert, und von Fahrern genutzt. Absehbar war, dass die Batterien im Premiumsegment noch größer werden – was beim Tesla Model S von ursprünglich 2012 mit 70 kWh, 2014 mit 85 kWh, 2015 mit 90 kWh und 2016 mit 100 kWh auch geschah.
Die Möglichkeiten, für große Batterien die Ladestopps weiter kurz zu halten, sind durch die Erwärmung von Kabel, Stecker und Batterie begrenzt. Porsche zeigte auf der IAA 2015 im September dann einen Demonstrator „Mission E“, der mit der doppelten Bordspannung von 800 V arbeitet und geladen werden kann.
ABB hatte für Schienenfahrzeuge flüssigkeitsgekühlte Umrichter bereits im Angebot.
ABB zeigte im Oktober 2015 einen Demonstrator einer Ladestation mit 150 kW und beteiligte sich im November 2015 dann bei CharIN, die im Mai gegründet worden war, um das Combined Charging System zu fördern. CharIN zielte da schon auf eine Erweiterung auf 350 kW.
Die Version 1.0 von CCS hatte zwar bis zu 200 kW standardisiert, es war aber noch nicht realisiert worden. Die Verwendung von flüssig-gekühlten Kabeln war technisch notwendig und wurde auch von Tesla 2015 getestet.
Zur Förderung der Ladestationen der nächsten Generation wurde das Projekt „Ultra-E“ gegründet. Dieses startete im Oktober 2016, wurde von der EU finanziert, und sollte im Korridor von Amsterdam/Belgien über Frankfurt/Stuttgart/München bis Wien/Graz 25 Schnellladestationen mit CCS-Steckern und 350 kW im Abstand von 150 bis 200 km bis Ende 2019 errichten. In der begleitenden Ultra-E-Studie war vorgeschlagen worden, die Ladezeiten auf 20 Minuten zu begrenzen, da sich hier ein neues Geschäftsmodell mit Geschäftsreisenden ergibt. Darin wird auch der Begriff Hochleistungs-Ladepunkt (High-Power Charging Point, HPC) genannt.
Die ersten verfügbaren Schnelllader von ABB realisierten die Anforderungen dann im Oktober 2017 und erlaubten mit flüssiggekühlten Kabeln bis zu 375 A. Bei den zu dieser Zeit verfügbaren Fahrzeugen mit 400-V-Bordnetz führten dies zu Ladestationen mit 150 kW. Dies wurde prägend für den Begriff Hochleistungsladen beziehungsweise HPC (high power charging). In den folgenden Jahren wurde die Kühlung verbessert und erlaubte regelmäßig 500 A. Die Tesla V3 Supercharger, die ab 2019 gekühlte Ladekabel nutzten, erlaubten dann schon bis zu 250 kW (kurzzeitige Abgabe von 625 A).
Die Firmen, die großteils auch schon an „Ultra-E“ beteiligt waren, gründeten für die Errichtung des HPC-Ladenetzes nun den Betreiber Ionity im Oktober 2017. Bis Ende 2020 sollten dabei 400 Schnellladestationen mit bis zu 350 kW im Abstand von etwa 120 km entstehen. Im April 2018 wurde die erste Ladestation in Betrieb genommen, wobei neben den Herstellern ABB und Porsche wurde nun auch Tritium genannt. Porsche rüstete auch ab 2018 auch alle Händler mit 800-V-Stationen aus. Das dazugehörige Fahrzeug, der Porsche Taycan, kam 2019 auf den Markt. Fastned begann zeitgleich ebenfalls mit der Errichtung von HPC-Ladestationen, die Erste von ABB im März 2018.
Allego stellte im Januar 2018 das Projekt „Mega-E“ vor, das mit EU-Fördermitteln ein HPC-Ladenetz mit 322 Standorten und 27 E-Lade-Hubs errichten sollte. Insgesamt 1300 HPC-Ladepunkte mit bis zu 350 kW sollten dabei bis 2025 entstehen. Ab 2021 begann Allego auch die Standorte von „Fast-E“ auf HPC-Ladestationen umzurüsten. Das Projekt „Fast-E“ hatte, mit EU-Fördermitteln, 40 Schnelllader mit 50 kW ab 2016 errichtet. Die Anschlüsse waren allerdings schon für 350 kW vorbereitet worden. Im Juli 2022 hat Allego eine Kaufoption auf die schon errichteten 100 Standorte mit 770 Schnellladern ausgeübt.

### Flächendeckung

TEN-Korridore

Die Entwicklung in Deutschland erfolgte entlang der Autobahnen stetig, und schon 2020 war die Hälfte der bisherigen Standorte in Deutschland damit ausgerüstet. Für Oktober 2022 meldete der BDEW (Bundesverband der Energie- und Wasserwirtschaft) Deutschlands, dass die Flächendeckung an Autobahnen mit HPC-Ladern im 50-km-Raster erreicht und im 25-km-Raster nahezu erreicht ist. Die deutsche Bundesregierung förderte die Entwicklung ab August 2021 mit Ausschreibungen eines Deutschlandnetzes. Die Fördersumme lag bei 2 Milliarden Euro für mindestens 10.000 HPC-Ladepunkte, wovon 1,8 Milliarden bis Ende 2022 abgerufen wurden. Diese Fördersumme wurde Ende 2022 um 6,3 Milliarden Euro aufgestrockt, um bis 2023 auf 1 Million öffentliche Ladepunkte zu kommen. Der Ausbau soll sich auf Schnelllader konzentrieren, es wurde aber kein genaues Ziel ausgelobt. Dies basiert auf Kritik aus der Industrie, die darauf verwies, dass die Lieferzeiten für neue HPC-Stationen mittlerweile bei rund einem Jahr liegen.
Auf der EU-Ebene wurde mit den AFIR-Anforderungen ein 60-km-Raster entlang des TEN-V-Kernnetzes festgelegt, das bis 2025 wenigstens einen HPC-Lader haben muss und bis 2030 jeweils über einen Ladepark mit HPC-Ladern verfügen muss. Die AFIR ist am 13. April 2024 unmittelbar in Kraft getreten. Ab 2023 wurden die Tesla V4 Supercharger mit 350 kW eingeführt, die für den Tesla Cybertruck mit 800-V-Bordnetz vorgesehen sind.
Die Niederlande waren eines der ersten Länder, die den Ausbau der Ladeinfrastruktur förderten. Dies wurde durch Vereinbarungen mit den drei Betreibern erreicht, und im April 2023 erreichte man 5201 Schnelllader.
Ähnlich ging man in Frankreich vor, wo die Regionalregierungen public-private Vereinbarungen mit Betreibern schlossen (PIA - Programme d'Investissements d'Avenir). 2023 wurde ein Investionsprogram „France 2030“ definiert, in dessen Rahmen 50.000 Schnelllader errichtet werden sollen.
In Spanien wird der Aufbau von Schnellladern vor allem von den Energieversorgern betrieben, die auch private Ladestationen einrichten. Entlang der Autobahnen ist vor allem Iberdrola aktiv, die 2023 eine Vereinbarung mit BP im Umfang von 1 Milliarde Euro schlossen, um in Spanien und Portugal 11.000 Schnelllader zu errichten. Zusätzlich baut das Startup Zunder 4.000 Schnelllader bis 2025 auf, einige davon in Frankreich.
In den USA bemerkte man hinter Europa und China zurückzufallen. 2022 wurde dann ein Förderprogramm aufgelegt, um mit 7,5 Milliarden Dollar die Errichtung von 500.000 Ladepunkten bis 2030 zu ermöglichen. 5 Milliarden davon sind für Schnelllader entlang des Autobahnnetzes vorgesehen, dem National Electric Vehicle Infrastructure Program, kurz NEVI. Dafür wurden landesweite AFC Hauptkorridore ausgelobt (AFC – alternative fuel corridors). Die Standorte des gleichen Anbieters müssen in 50 Meilen untereinander Abstand haben, und innerhalb einer Meile von der Autobahn liegen. Dann können 80 % der Kosten übernommen werden, wenn am Standort mindestens vier Ladestellen mit mindestens 150 kW eingerichtet werden. Die Vergabe verläuft schleppend, da ein Bewerbungsprozess der Bundesstaaten dazwischengeschaltet ist, bei dem Ende 2023 erst wenige Einreichungen vorlagen. Ein erster NEVI-Standort wurde in Ohio im Dezember 2023 in Betrieb angenommen, wobei die Anforderungen mit einer einzelnen Ladestation von EVgo mit vier Anschlusskabel erfüllt wurden. Vier Fahrzeuge können bis 175 kW laden, mit 350 kW nur ein einzelnes.
Technisch folgt NEVI dem Vorbild von Electrify America, das nach dem Dieselskandal von der Volkswagen Group of America 2017 gegründet und finanziert wird. Dazu gibt es Absprachen mit Kalifornien im ZEVI-Plan (Zero-Emission Vehicle Investment Plan), die regelmäßig aktualisiert werden. Im „Cycle 2“ (Juli 2019 – Dezember 2021) hob man dabei die Anforderungen auf Schnelllader an – an Fernstraßen mindestens vier Ladepunkte mit 150 kW und teilweise 350 kW. Die Standorte sollen weniger als 120 Meilen (etwa 190 km) untereinander entfernt sein. Im „Cycle 3“ (Januar 2022 – Juli 2024) gibt es Schätzungen von 25–35 Ladepunkten mit 150 kW und 10–15 Ladepunkten mit 350 kW. Durch die Erfüllung der Mindestanforderungen sind viele Stationen an Einkaufszentren (Malls) im weiteren Umkreis platziert, und die Verfügbarkeit zum Laden wird schlecht beurteilt. Dies wiederholte sich mit den ersten NEVI Stationen.
In diesem Umfeld erreichten die Tesla Supercharger eine marktbeherrschende Stellung in den USA, nachdem sie ab 2020 auch das Laden durch Fremdmarken erlaubten. Als andere Fahrzeughersteller ab 2023 schließlich auf deren Stecksystem wechselten (North American Charging Standard) hatten die Supercharger bereits 60 % des Marktes inne (gemessen an gemeldeten Ladepunkten mit CCS zu NACS – die Nutzung überstieg dies noch). Hierdurch ergibt sich eine Marktchance für ein weiteres Schnellladenetz, das in Form von Ionna 2024 gegründet wurde. Bei den Gründern und dem Konzept gibt es starke Überschneidungen mit dem europäischen Ionity. Bis Juli 2025 hatten sie Vereinbarungen für 3000 Ladeplätze gesichert und wollen 30.000 Ladepunkte bis 2030 errichten haben. Seit 2025 baut Walmart 400 kW HPC von Alpitronic und ABB an ihren 5200 Standorten auf, von denen ein Großteil bis 2030 ausgestattet sein soll, und dann eine 90 % Abdeckung erreichen soll, bezogen auf die Kundschaft im Umfeld von 10 Meilen.

### 800-V-Bordnetz
Porsche war mit dem Taycan von 2019 der erster Hersteller, der mit einer Bordnetzspannung von 800 Volt auch die doppelte Ladegeschwindigkeit der HPC-Lader nutzen konnte - tatsächlich waren es maximal 270 kW. Es zeigte sich jedoch, dass man auch mit der schon üblichen Bordarchitektur in 400 Volt die doppelte Ladegeschwindigkeit nutzen kann - wenn man den Batteriepack in zwei Teilen hat und diese in Reihe schaltet. Dies wurde zuerst von GM mit dem elektrischen GMC Hummer EV 2021 gezeigt. Durch den besonders großen Batterieblock von 213 kWh dieses Fahrzeugs ist dies notwendig um bei Ladestopps überhaupt noch unter einer Stunde zum Vollladen zu bleiben. Auch die ersten elektrischen LkW nutzten 400 Volt Batteriepacks, die in Reihe geschaltet werden können, wie der Mercedes Benz eActross 400 (2022) zeigen konnte. Auch hier treibt die Größe des Batterieblocks von bis zu 336 kWh die Entwicklung voran.
Ein Batteriemanagementsystem für mehrere Akkupacks zu verbauen, erhöht allerdings die Komplexität und Kosten, sodass mit der steigenden Verfügbarkeit von HPC-Ladenetzen alle Fahrzeughersteller begannen, eine Bordarchitektur in 800 Volt zu entwickeln. Dabei kann man sich auf Elektronik aus dem Bereich der Straßenbahnen und U-Bahnen stützen, die für nominell 750 Volt Bahnstrom ausgelegt sind, einschließlich der Motorentechnik, die Lastspitzen bis etwa 1200 Volt vertragen. So gibt es auch einige Startups, die für ihre Fahrzeuge die maximal 1000 Volt der HPC-Lader ausnutzen, einschließlich Tesla Semi (2022), was jedoch mit einer Verringerung der Haltbarkeit einhergeht.
Neben dem schon genannten Porsche, deren 800-V-Architektur auch im Audi e-tron GT (2021) eingesetzt wurde, entwickelte Hyundai frühzeitig die E-GMP Platform mit 800 V, die ab 2021 in Fahrzeugmodellen eingesetzt wurde - Genesis GV60 (2021), Kia EV6 (2021), Hyundai Ioniq 5 (2021), Hyundai Ioniq 6 (2022), Kia EV5 (2023). BYD entwickelte die E-Platform 3.0 - während der im BYD Yuan Plus (2022) noch dessen 400-V-Variante in China nutzte, kam der BYD Seal (2023) mit der 800-V-Variante, und wurde auch international verkauft. Geely entwickelte die Sustainable Experience Architecture (SEA), die um eine 800-V-Variante erweitert wurde, und auch an andere Fahrzeughersteller lizenziert wird. Fahrzeuge mit der Variante PMA2+ waren Geely Galaxy E8 (2023) und Zeekr 007 (2023).
Für die Jahre ab 2024 wechseln dann alle großen Hersteller auf 800 Volt. Audi und Porsche werden die Premium Platform Electric der Volkswagengruppe verwenden, darunter Porsche Macan (2024) und Audi Q6 e-tron (2024). BMW zeigte auf der IAA 2023 die „Neue Klasse“ mit Fahrzeugen ab 2025. Mercedes Benz wechselt zur Mercedes Modular Architecture (MMA), deren elektrische Motorenpalette eATS 2.0 auf 800 Volt aufbaut. Diese werden auch im eActros 600 (2024) eingesetzt.
Die Verbreitung von 800 V beeinflusst die Entwicklung der Schnellladenetze. Die meisten HPC-Ladestationen wurden, um zukunftsfähig zu bleiben, für Ladespannungen bis 1000 V ausgelegt. Allerdings findet man vielfach Ladestationen mit zwei oder mehr Anschlusskabeln, die gleichzeitig nur bis 500 Volt betrieben werden können - wenn ein Fahrzeug mit 800 Volt angeschlossen wird, werden die anderen Ladepunkte abgeschaltet. Mit der steigenden Verbreitung von 800-Volt-Architekturen müssen die spätere Ladenetze passend ausgelegt werden, und gleichzeitig auch die Erhöhung der Last über 500 A eingeplant werden. Ionity/Ionna ist der Betreiber, der von Anfang zusicherte, dass alle Ladepunkte 350 kW liefern.

### Über 500 kW
In China erkannte man noch während des laufenden Fünfjahrplans 2015–2020 die Entwicklung der Schnelllader und kooperierte ab 2018 mit Chademo zur Spezifikation von Ladepunkten jenseits 500 kW. China's eigener GB/T-Stecker war zwar für maximal 237,5 kW spezifiziert worden (250 A bei 950 V), die meisten dieser Stationen waren aber für 50 kW ausgelegt worden. Chademo stellte dagegen im Juni 2018 eine neue Version mit 400 kW vor – mit flüssig-gekühlten Kabeln. Der neue Standard für China und Japan wurde schließlich im April 2020 beschlossen und umfasste einen neuen ChaoJi-Stecker. Eine Erweiterung von 2023 brachte dann die Möglichkeit für 1500 V mit 800 A ein. Verfügbare Fahrzeuge arbeiteten aber mit maximal 800 V. Diese waren ab 2022 auf den chinesischen Markt gekommen und erlaubten bis zu 600 A.
Seit Januar 2024 liefert CATL Batterien mit 4 C an chinesische Fahrzeughersteller aus, die noch höhere Ladeleistungen erlauben. Im April 2024 konnte beim Zeekr 001 ein Ladestrom von 546 kW an einem Zeekr V3 Supercharger gezeigt werden. Entsprechend beginnt Zeekr Power mit der Errichtung eines Schnellladenetzes in China mit Ladestationen mit maximal 800 A und einer Dauerleistung bis 600 kW. Geplant sind 1000 Standorte mit 10.000 Ladepunkten bis 2026.
In Europa will Ionity ab 2024 in den folgenden zwei Jahren das Netz um 600 kW Lader ergänzen. Für eine weitere Erhöhung sind neue Designs erforderlich – so wurde das Megawatt Charging System für 1250 bis 3000 A konzipiert. Im Mai 2025 zeigte Phoenix Contact allerdings einen CCS-Anschluss mit 800 A bei bis zu 1000 V, der für fünf Minuten auch 1000 A verträgt. Auch andere Hersteller (hier Brugg) haben bis Mai 2025 CCS-Stecker und -Kabel mit 800 A Dauerleistung entwickelt. Ab Juni 2025 wurden entsprechende Ladestationen mit Combined Charging System mit 600 bis 1000 kW in Betrieb genommen. Im April 2025 hat Ionity angekündigt, dass ab der zweiten Hälfte 2025 Ladeleistungen von 600 kW an seinen Ladesäulen anzubieten. Eingesetzt werden Alpitronic HYC 1000, die ursprünglich für die MCS-Ladestecker entwickelt wurden, nun jedoch mit CCS-Ladestecker ausgerüstet werden.
Auch Milence setzt zuerst Alpitronic HYC 1000 ein, orientiert jedoch auf MCS-Stecker mit 1000 A. Damit sind sowohl die ab Juni 2025 produzierten MAN als auch die Scania ab 2026 anfänglich auf 750 kW begrenzt. Neben den geförderten Standorten konzentriert sich der Betreiber zuerst auf den Korridor Antwerpen–Stockholm.
BYD hat im März 2025 den „Megawatt Flash Charger“ vorgestellt, der ein Elektroauto über zwei Ladekabel laden kann. Demonstriert wurden zweimal 500 A bei 1000 V, also ein Megawatt. In Zusammenarbeit mit chinesischen Ladeinfrastrukturbetreibern (Xiaoju Charging) wurden 500 Einheiten noch im April 2025 aufgestellt, mit dem Ziel von 15.000 Stationen in China. Nach einer Meldung vom Juni 2025 soll auch in Europa binnen 12 Monaten ein Netz mit diesen Ladesäulen entstehen, ohne einen Umfang zu nennen. Seit 2023 hatte BYD sich auf das Ladenetz von Shell gestützt. Dies ist als globale Partnerschaft konzipiert, die regionale Betreiber einbindet.

## DC-Anschlüsse im Vergleich
Für das Schnellladen von Elektrofahrzeugen mit Gleichstrom (DC) existieren verschiedene Anschlusssysteme, die sich in ihrer Verbreitung, technischen Spezifikation und Kompatibilität unterscheiden. Eine Übersicht über gängige DC-Anschlüsse und ihre Eigenschaften bietet die folgende Tabelle:
| Eigenschaft           | CHAdeMO      | CCS (Combo 2)     | NACS          | MCS           |
| --------------------- | ------------ | ----------------- | ------------- | ------------- |
| DC Ladeleistung       | max. 400 kW  | max. 500 kW       | max. 900 kW   | max. 3750 kW  |
| Typ. DC Leistung      | 50–100 kW    | 50–350 kW         | 150–250 kW    | 1000 kW       |
| Spannung DC           | bis 500 V DC | bis 1000 V DC     | bis 1000 V DC | bis 1250 V DC |
| Stromstärke DC        | bis 400 A    | bis 500 A (600 A) | bis 650 A     | bis 3000 A    |
| Ladezeit DC (10–80 %) | 30–45 min    | 18–35 min         | 15–25 min     | 15–25 min     |

## Ladenetze

### Betreiber
China:
- Tesla Supercharger
- State Grid[86]
- ABB Chargedot[87]
- TELD[88]
- Star Charge[89]
- Zeekr Power

Europa:
- Tesla Supercharger
- Spark Alliance[90]
  - Ionity
  - Fastned
  - Electra
  - Atlante
- Aral Pulse
- Shell Recharge
- Allego
- EWE Go (Deutschland)
- EnBW Mobility+ (Deutschland)
- Pfalzwerke (Deutschland)
- Iberdrola (Spanien und Portugal)
- Zunder (Spanien)
- Milence (mit MCS-Stecker)

Nordamerika:
- Tesla Supercharger
- Ionna
- BP Pulse (2025 an 8.000 Standorten)
- Electrify America
- EVgo
- Electrify Canada
- Petro-Canada[91][92]

### Statistik
Ende 2022 kam man in China auf 760.000 Schnelllader, Europa kam zusammen auf 70.000 Schnelllader, und die Vereinigten Statten kamen auf 28.000 Schnelllader.
Liste der größten Betreiber in Deutschland nach Anzahl der Ladepunkte
| Betreiber                                                 | CCS-Ladepunkte |
| --------------------------------------------------------- | -------------- |
| EnBW mobility+                                            | 4871           |
| Tesla Supercharger (für Fremdmarken geöffnete Ladepunkte) | 2850           |
| Aral Pulse                                                | 1887           |
| EWE Go                                                    | 1331           |
| Allego                                                    | 1126           |
| Shell Recharge                                            | 946            |
| Pfalzwerke                                                | 882            |
| Ionity                                                    | 831            |
| Stand: Juni 2024, Quelle: www.schnellladepark.app         |                |

Liste der größten Betreiber in den USA nach Anzahl der Ladepunkte
| Betreiber                                        | Ladepunkte (min 50 kW) | Ladestationen |
| ------------------------------------------------ | ---------------------- | ------------- |
| Tesla Supercharger                               | 17000                  | 1600          |
| Electrify America                                | 3600                   | 800           |
| EVgo                                             | 2200                   |               |
| ChargePoint                                      | 1800                   |               |
| Greenlots (Shell Recharge)                       | 550                    |               |
| Francis Energy                                   | 530                    |               |
| Stand: Januar 2023, Quelle: Übersicht in US News |                        |               |